# Ianibek
Ianibek (Janibeg, Janibek) fou kan d'Astracan, possible cogovernant amb el seu germà Qasim I i Abdul Karim, i potser sol a partir d'una data que podria ser propera al 1514.
Ianibek fou kan de Crimea del 1476 al 1478, designat per Ahmad Khan més com un delegat que com un kan independent. El 1478 fou expulsat per forces otomanes. Hauria retornat llavors a Astracan nomaditzant amb la seva part de l'Horda i participant en els afers de l'estat amb els seus germans. Mort els altres dos germans hauria governat sol durant una set anys. El va succeir el seu fill Hussein Khan.